# Cathayia insularum
Cathayia insularum is een vlinder uit de familie snuitmotten (Pyralidae). De wetenschappelijke naam is voor het eerst geldig gepubliceerd in 1991 door Speidel & Schmitz.
De soort komt voor in Europa.